# Charles Roven
Charles V. Roven (Los Angeles, 2 agosto 1949) è un produttore cinematografico statunitense, noto principalmente per aver prodotto blockbuster di supereroi come la Trilogia del cavaliere oscuro e numerosi film del DC Extended Universe.

## Biografia
Dal 1985 fino al 1997, anno della morte di lei, Roven è stato sposato con l'imprenditrice e produttrice cinematografica Dawn Steel, dalla quale ha avuto una figlia nel 1987. Roven si è poi risposato con la ristoratrice Stephanie Haymes, figlia degli attori Dick Haymes e Fran Jeffries.
Nel 2014 è stato candidato all'Oscar al miglior film per American Hustle - L'apparenza inganna, mentre nel solo 2016 i film da lui prodotti hanno incassato più di due miliardi di dollari. È proprietario e cofondatore della Atlas Entertainment.

## Filmografia

### Cinema
- Dragster - Vivere a 300 all'ora (Heart Like a Wheel), regia di Johnathan Kaplan (1983)
- Made in U.S.A., regia di Ken Friedman (1987)
- Johnny il bello (Johnny Handsome), regia di Walter Hill (1989)
- Giochi di morte (The Blood of Heroes), regia di David Webb Peoples (1989)
- Cadillac Man - Mister occasionissima (Cadillac Man), regia di Roger Donaldson (1990)
- Analisi finale (Final Analysis), regia di Phil Joanou (1992)
- Angus, regia di Patrick Read Johnson (1995)
- L'esercito delle 12 scimmie (Twelve Monkeys), regia di Terry Gilliam (1995)
- Il tocco del male (Fallen), regia di Gregory Hoblit (1998)
- City of Angels - La città degli angeli (City of Angels), regia di Brad Silberling (1998)
- Three Kings, regia di David O. Russell (1999)
- Rollerball, regia di John McTiernan (2002)
- Scooby-Doo, regia di Raja Gosnell (2002)
- Il monaco (Bulletproof Monk), regia di Paul Hunter (2003)
- Scooby-Doo 2 - Mostri scatenati (Scooby-Doo 2: Monsters Unleashed), regia di Raja Gosnell (2004)
- Derby in famiglia (Kicking & Screaming), regia di Jesse Dylan (2005) - produttore esecutivo
- Batman Begins, regia di Christopher Nolan (2005)
- I fratelli Grimm e l'incantevole strega (The Brothers Grimm), regia di Terry Gilliam (2005)
- Idlewild, regia di Bryan Barber (2006)
- Live! - Ascolti record al primo colpo (Live!), regia di Bill Guttentag (2007)
- La rapina perfetta (The Bank Job), regia di Roger Donaldson (2008)
- Agente Smart - Casino totale (Get Smart), regia di Peter Segal (2008)
- Bruce e Lloyd - Fuori controllo (Get Smart's Bruce and Lloyd Out of Control), regia di Gil Junger (2008) Roven (al centro) all'anteprima londinese de Il cavaliere oscuro, assieme a Christopher Nolan, da lui definito "un collaboratore fantastico [...] davvero brillante".[3]

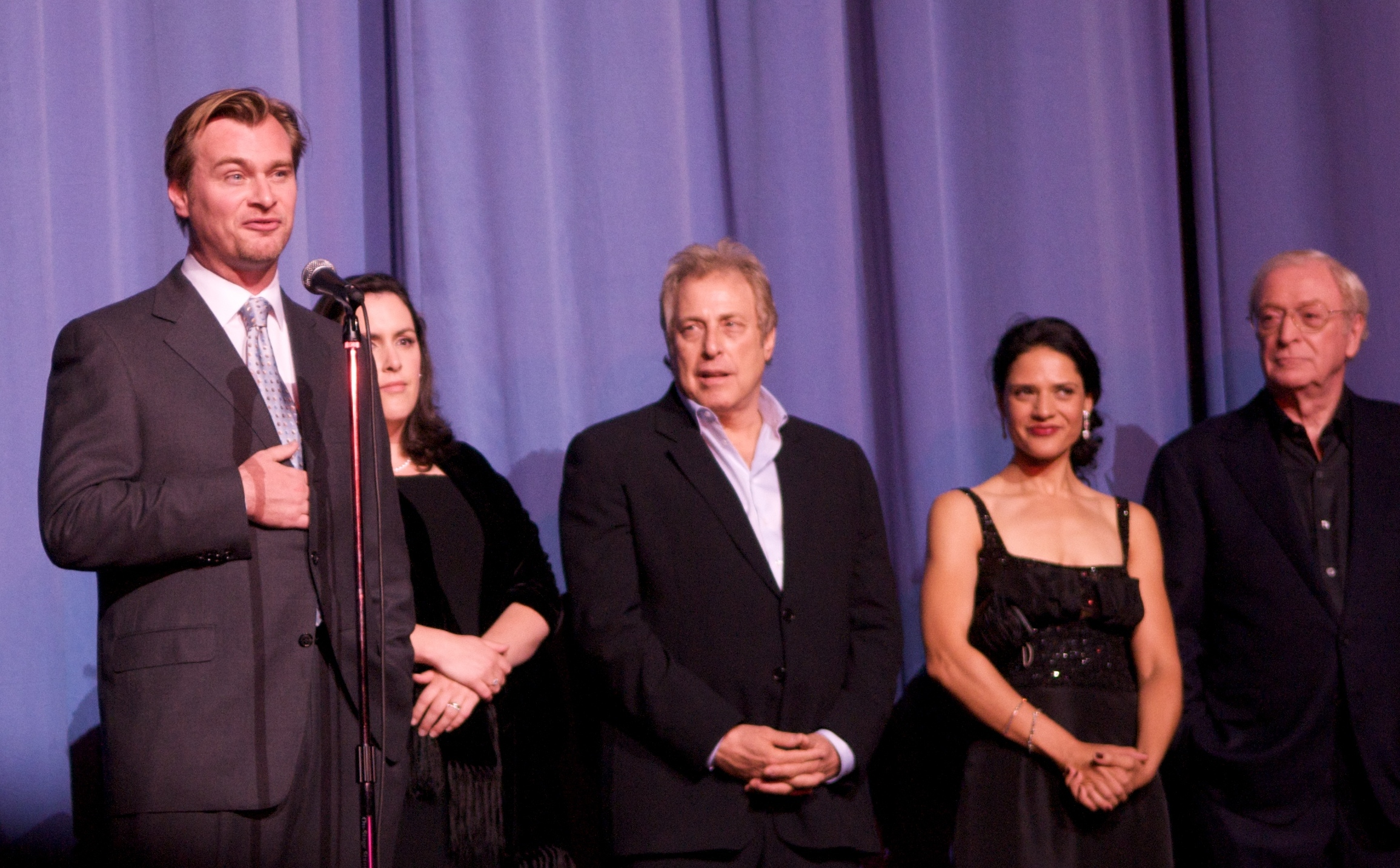
Roven (al centro) all'anteprima londinese de Il cavaliere oscuro, assieme a Christopher Nolan, da lui definito "un collaboratore fantastico [...] davvero brillante".

- Il cavaliere oscuro (The Dark Kinght), regia di Christopher Nolan (2008)
- The International, regia di Tom Tykwer (2009)
- L'ultimo dei Templari (Season of the Witch), regia di Dominic Sena (2011)
- Il cavaliere oscuro - Il ritorno (The Dark Kinght Rises), regia di Christopher Nolan (2012)
- L'uomo d'acciaio (Man of Steel), regia di Zack Snyder (2013)
- American Hustle - L'apparenza inganna (American Hustle), regia di David O. Russell (2013)
- The Great Wall, regia di Zhang Yimou (2016)
- Warcraft - L'inizio (Warcraft), regia di Duncan Jones (2016)
- Batman v Superman: Dawn of Justice, regia di Zack Snyder (2016)
- Suicide Squad, regia di David Ayer (2016)
- Una doppia verità (The Whole Truth), regia di Courtney Hunt (2016)
- Wonder Woman, regia di Patty Jenkins (2017)
- Justice League, regia di Zack Snyder (2017)
- Triple Frontier, regia di J. C. Chandor (2019)
- Scooby! (Scoob!), regia di Tony Cervone (2020) - produttore esecutivo
- Wonder Woman 1984, regia di Patty Jenkins (2020)
- Zack Snyder's Justice League (2021)
- The Suicide Squad - Missione suicida (The Suicide Squad), regia di James Gunn (2021)
- Uncharted, regia di Ruben Fleischer (2022)
- Oppenheimer, regia di Christopher Nolan (2023)

### Televisione
- 12 Monkeys – serie TV, 35 episodi (2015-2018) - produttore esecutivo
- Dirty John  – serie TV, 13 episodi (2018-2020) - produttore esecutivo
- What/If – miniserie TV, 2 episodi (2019) - produttore esecutivo

## Riconoscimenti
- Premi Oscar
  - 2014 – Candidatura al miglior film per American Hustle - L'apparenza inganna
  - 2024 - Miglior film per Oppenheimer
- Premi BAFTA
  - 2014 – Candidatura al miglior film per American Hustle - L'apparenza inganna
  - 2024 - Miglior film per Oppenheimer
- AACTA Awards
  - 2014 – Candidatura al miglior film internazionale per American Hustle - L'apparenza inganna
- Producers Guild of America Awards
  - 2009 – Candidatura al Darryl F. Zanuck Award al miglior film per Il cavaliere oscuro
  - 2014 – Candidatura al Darryl F. Zanuck Award al miglior film per American Hustle - L'apparenza inganna
  - 2018 – Candidatura al Darryl F. Zanuck Award al miglior film per Wonder Woman
  - 2018 – Candidatura al David O. Selznick Award alla carriera